# Cornel Penu
Cornel Penu (Galați, 1946. június 16. – ) olimpiai ezüst- és bronzérmes, kétszeres világbajnok román kézilabdázó, edző.

## Pályafutása

### Klubcsapatokban
Galați városában született, hároméves volt, amikor szülei Bodzavásárra költöztek. A helyi általános iskolásban kézilabdázott és kipróbálta a labdarúgást is, tanulmányait később sportiskolában, majd a Galați Egyetemen folytatta. 1967-ben szerződtette a Dinamo Bucuresti, amely csapatot egész pályafutása alatt szolgálta, és amellyel bajnoki címet nyert 1978-ban.

### A válogatottban
Ugyanebben az évben részt vett az ifjúsági világbajnokságon és a felnőttek világbajnokságán is, ahol bronzérmet szerzett. A négy évvel későbbi világbajnokságon aranyérmet nyert, a románok az NDK csapatát győzték le a döntőben, 13–12-re. Az 1974-es világbajnokságon Románia megvédte világbajnoki címét, ismét az NDK-t legyőzve a torna döntőjében. Őt választották a torna legjobb kapusának. Két olimpián szerepelt, 1972-ben bronzérmet, 1976-ban ezüstérmet nyert a csapattal az ötkarikás játékokon. A világválogatottban három alkalommal lépett pályára.

### Edzőként
Visszavonulása után dolgozott a román válogatott, a Dinamo Bucuresti, a Constanța és a ASA Buzău mellett is, majd Marokkóban és Franciaországban vállalt munkát. Miután visszavonult az edzősködéstől is, Sedan városában telepedett le és hobbijának, a festészetnek élt.

## Sikerei, díjai
- Román bajnok: 1978
- Román Kupa-győztes: 1979

## Bibliográfia
- Hristache Naum, Ultimul apărător, 1983, Ed. Sport-Turism, Bukarest, 207 p.